# D'elles
D'elles è un album in lingua francese della cantante canadese Céline Dion, pubblicato dalla Columbia Records nel maggio 2007. È il suo primo album in studio francese dal 2003, anno di pubblicazione dell'album 1 fille & 4 types. D'elles è un concept album con tredici canzoni scritte da autori francesi e del Québec, tra cui: Françoise Dorin, Christine Orban, Nina Bouraoui, Marie Laberge, Lise Payette, Denise Bombardier, Nathalie Nechtschein, Jovette Alice Bernier, Janette Bertrand e George Sand. I temi di questo album sono incentrati sulla donna. Il primo singolo, Et s'il n'en restait qu'une (je serais celle-là) raggiunse la prima posizione della classifica in Francia e la numero due in Québec.
D'elles ha ricevuto recensioni favorevoli da parte della critica, alcuni critici notarono che è il progetto più ambizioso della Dion da molto tempo. A livello commerciale, l'album debuttò al primo posto in Canada e in Francia, e fu anche in cima alla classifica del Belgio Vallonia, e al terzo posto in Svizzera. L'album fu certificato doppio disco di platino in Canada, platino in Francia e oro in Belgio e Svizzera.

## Antefatti
"Céline pubblicherà un nuovo album francese nel 2007. Dieci scrittrici famose del Québec e della Francia hanno scritto i testi e una squadra di famosi compositori francesi sta lavorando alla musica per il prossimo album. Jean-Jacques Goldman supervisionerà l'album. Sarà registrato a Las Vegas e uscirà nell'autunno 2007. Resta sintonizzato su Celinedion.com per maggiori dettagli!", così recitava l'annuncio del 14 settembre 2006, del celinedion.com, riguardo ad un nuovo album in francese della Dion che sarebbe uscito nel 2007.
Il titolo è uno spin-off dell'album del 1995 della Dion, D'eux. Entrambi possono essere tradotti come "A proposito di loro" o "Di loro"; D'elles è specificamente la versione femminile. In un comunicato stampa del 12 gennaio 2007, è stato confermato che la Dion stava ancora lavorando al suo prossimo album, che è un progetto concettuale. I testi sono stati scritti solo da donne: Françoise Dorin, Christine Orban, Nina Bouraoui, Marie Laberge, Lise Payette, Denise Bombardier, Nathalie Nechtschein, Janette Bertrand, Jovette Alice Bernier e George Sand, e i temi di questo album sono incentrati sulla "donna". Molti dei collaboratori di lunga data di Céline, incluso Jean-Jacques Goldman, hanno partecipato a questo progetto. Sebbene Goldman non abbia scritto nessuna delle canzoni, supervisionò l'album e arrangiò i testi delle canzoni. Altri compositori musicali furono: Erick Benzi, Jacques Veneruso, David Gategno e Gildas Arzel.
Il primo singolo Et s'il n'en restait qu'une (je serais celle-là), scritto da Françoise Dorin e David Gategno, era previsto per la pubblicazione nei paesi francofoni il 14 febbraio 2007. Il sito web ufficiale della Dion pubblicò le informazioni sull'uscita del nuovo album in due edizioni speciali: un doppio digipak e un box set da collezione. L'uscita dell'album fu prevista per il 21 maggio 2007 in alcuni paesi europei e il 22 maggio 2007 in Canada. Et s'il n'en restait qu'une (je serais celle-là) fu presentato per la prima volta il 14 febbraio 2007 e fu inviato alle radio e distribuito come download digitale nello stesso giorno. In un comunicato stampa del 16 febbraio 2007, il celinedion.com annunciò che Céline stava dando gli ultimi ritocchi all'album. Anche due nuovi compositori di musica furono aggiunti alla lista: Marc Dupré e Jean-François Breau. Il primo estratto dal video musicale Et s'il n'en restait qu'une (je serais celle-là) fu pubblicato il 28 marzo 2007 e il video completo fu presentato per la prima volta il 4 aprile 2007. Il CD del singolo Et s'il n'en restait qu'une (je serais celle-là) fu pubblicato il 13 aprile 2007 solo nei paesi francofoni. La copertina per l'album, fatta dalla fotografa Daniela Federici, fu pubblicata il 19 aprile 2007.

## Contenuti
Il 17 aprile 2007, l'elenco completo dei brani per l'album contenente tredici canzoni fu disponibile per i membri del TeamCeline. D'elles include due versioni della canzone A cause. Mentre i testi, scritti da Françoise Dorin, sono gli stessi in entrambe le versioni, ci sono due arrangiamenti musicali diversi. La musica per la prima versione, intitolata A cause, è stata composta da Jacques Veneruso, mentre la musica per la seconda versione, intitolata On s'est aimé à cause, è stata composta da Marc Dupré e Jean-François Breau. Dorin, scrittrice, cantautrice e attrice francese, è stata anche l'autrice del primo singolo. D'elles include anche Immensité, il secondo singolo pubblicato il 27 aprile 2007. Questo brano è stato scritto da Nina Bouraoui, un'autrice franco-algerina il cui lavoro si concentra principalmente sul legame tra le donne. È stata anche l'autrice di Les paradis.
Altre canzoni includono: Je cherche l'ombre con testi di Lise Payette che è una nota autrice del Québec, un'appassionata scrittrice e una cronista settimanale per Le Journal de Montréal, un personaggio televisivo e radiofonico, un politico e una forte sostenitrice delle donne; La diva, un tributo alla famosa cantante d'opera Maria Callas, scritta da Denise Bombardier, giornalista affermata, romanziera e personalità dei media in Québec, che è stata insignita della prestigiosa Legione d'Onore e dell'Ordine Nazionale di Québec (la canzone include frammenti di Sì. Mi Chiamano Mimì dell'opera La bohème eseguita dalla Callas); Femme comme chacune i cui testi sono un adattamento del poema Ses yeux de clair de lune, dell'autrice québecchese, Jovette Alice Bernier; Si j'étais quelqu'un è una riflessione su ciò che la società giudica "normale", i testi sono l'adattamento di un poema scritto da Nathalie Nechtschein, una giovane poeta francese; Je ne suis pas celle scritto da Christine Orban, una romanziera franco-marocchina, autrice di molti libri, descrive se stessa come una romantica che custodisce l'abilità femminile di sognare, Le temps qui compte con testi di Marie Laberge, un'autrice del Québec nota in Canada per la sua letteratura, e in altri paesi francofoni per le sue opere; Lettere di George Sand à Alfred de Musset, un adattamento di una lettera scambiata tra due amanti nel XIX secolo, scritta da George Sand; e Berceuse, una ninna nanna scritta per il figlio di Céline Dion, René-Charles, da Janette Bertrand, una famosa scrittrice e personalità pubblica in Québec, vincitrice del premio Femme du Siècle del Montréal Salon de la Femme del 1990.
D'elles uscì in tre diverse versioni: l'edizione standard, un'edizione speciale in doppio digipak (incluso un DVD, un booklet conj delle foto di Céline Dion, e un altro booklet con testi di canzoni e note personali della cantante su ogni traccia) e una seconda edizione speciale comprendente un cofanetto da collezione (con DVD, un mini-libretto di foto di Dion e le sue note personali su ogni canzone, un mini-libretto con testi di canzoni e quattro cartoline). Il DVD bonus, intitolato Céline parle D'elle(s), contiene la realizzazione dell'album in studio di registrazione, il dietro le quinte del videoclip di Et s'il n'en restait qu'une (je serais celle-là) e il servizio fotografico per l'album.

## Singoli
Il primo singolo, Et s'il n'en restait qu'une (je serais celle-là) è stato pubblicato come download digitale nei paesi francofoni il 14 febbraio 2007. Tuttavia, le classifiche di questi paesi non includevano le vendite del digitale in quel momento, perciò Et s'il n'en restait qu'une (je serais celle-là) entrò in classifica solo grazie al formato CD che uscì due mesi dopo, il 13 aprile 2007. La canzone debuttò alla posizione numero uno in Francia, diventando il quinto singolo della Dion ad entrare in classifica in questo paese. Il brano raggiunse anche il picco al numero quattro in Belgio Vallonia e al numero trentaquattro in Svizzera. A causa di queste posizioni, il singolo raggiunse il numero sette nella European Hot 100 Singles. In Québec, Et s'il n'en restait qu'une (je serais celle-là) raggiunse la numero due.
Il secondo singolo, Immensité è stato distribuito come download digitale nei paesi francofoni il 14 maggio 2007, mentre il video musicale è stato presentato per la prima volta il 22 maggio 2007. Anche in questo caso, le vendite digitali non sono state conteggiate nelle classifiche dei singoli in questi paesi. Pertanto, Immensité non entrò nelle classifiche di vendita ma raggiunse la top ten della 100 BDS Francophone Radio in Québec. In Polonia, Le temps qui compte uscì come singolo promozionale dell'album solo per le radio nel maggio 2007. On s'est aimé à cause iniziò a ricevere l'airplay in Québec nell'agosto 2007. In Francia, la Sony creò nel gennaio 2008 dei singoli promozionali di A cause in versione remix. Tuttavia, nel febbraio 2008 fu riferito che la Sony stava considerando l'uscita di Le temps qui compte invece di A cause. Alla fine, la casa discografica non supportò nessuna di queste versioni.

## Promozione
Per l'uscita del suo nuovo album in lingua francese, Céline Dion registrò uno speciale televisivo di due ore su D'elles, trasmesso il 21 maggio 2007 su TVA in Canada. Il programma televisivo fu condotto dall'icona della televisione québecchese, Julie Snyder e mostrò al pubblico la Dion accompagnata dalle autrici delle canzonidel nuovo album. La cantante si esibì in: Et s'il n'en restait qu'une (je serais celle-là), Immensité, Je cherche l'ombre, Berceuse, La diva, Le temps qui compte e On s'est aimé à cause. Furono inoltre mostrate le sessioni di registrazione di Femme comme chacune, Lettre de George Sand à Alfred de Musset e Si jétais quelqu'un. Lo speciale televisivo fu visto da 1.614.000 spettatori e divenne lo spettacolo più visto della settimana dal 21 al 27 maggio con l'82% di share.
Il 9 giugno 2007 fu trasmesso un altro speciale televisivo, questa volta in Francia su TF1. La Dion fu intervistata ed eseguì tre canzoni dell'album D'elles (Et s'il n'en restait qu'une (je serais celle-là), A cause e Immensité) e anche molti duetti: Stayin' Alive con Vitaa, Shy'm e Amel Bent, Hymne à l'amour con Maurane e Johnny Hallyday, Blueberry Hill con Johnny Hallyday, The Show Must Go On con Christophe Maé e David Hallyday, My Heart Will Go On con Lââm e Amel Bent, Caroline con MC Solaar e Nolwenn Leroy, Être à la hauteur con Merwan Rim e Christophe Maé e Caruso con Florent Pagny. Questo speciale televisivo fu visto da 4.987.440 spettatori. Alla fine dell'anno, durante la visita promozionale della Dion in Francia, la cantante eseguì Immensité in varie occasioni: il 2 novembre 2007 al talent Star Academy in duetto con uno dei concorrenti; il 5 novembre 2007 durante la cerimonia dei Chérie FM Award che non fu trasmessa in televisione; il 10 novembre 2007 a Hit Machine su M6 e il 29 dicembre 2007 al programma Les Stars de L'année su France 2.
Céline Dion eseguì Et s'il n'en restait qu'une (je serais celle-là) nei paesi francofoni durante il suo Taking Chances World Tour.

## Recensioni da parte della critica
D'elles ricevette recensioni positive da parte dei critici musicali. Secondo Stephen Thomas Erlewine di AllMusic, "è il progetto più ambizioso della Dion da molto tempo. L'unico rivale musicale è l'avventuroso 1 fille & 4 types, e se D'elles è un po' troppo attento musicalmente, tuttavia è unito come un album e mostra alcune serie ambizioni artistiche. Dal punto di vista sonoro, D'elles non è poi tanto diverso dall'album folk di1 fille & 4 types, dalle sue imponenti ballad maestose alla sua lucentezza da disco freddo". Erlewine definì l'album estremamente europeo.
Un articolo del Los Angeles Times affermava: "Sebbene i critici si lamentino della debolezza della Dion per una bomba priva di significato, la bomba è in realtà l'unico significato che la Dion ha da offrire. Come i recenti lavori di Madonna o Barbra Streisand, questa musica parla di potere. Permette alla sua sdolcinatezza di minacciare la sua posizione dominante al centro della scena nelle arene, poi, appena in tempo, respinge i violini con un urlo di marchio."

## Successo commerciale
In Canada, D'elles ha raggiunto la vetta della classifica, vendendo 72.200 copie nella sua prima settimana e diventando il più grande debutto dell'anno, secondo i dati compilati da Nielsen SoundScan. Céline ha segnato il suo decimo album numero uno nell'era SoundScan e il suo ottavo al debutto nella prima posizione. Su 72.200 unità, 69.285 sono state vendute solo in Québec. La Dion rimase al primo posto anche nella settimana successiva, vendendo altre 24.158 copie. Nella terza settimana, D'elles scivolò alla numero tre vendendo 11.000 unità e il 12 giugno 2007 fu certificato doppio disco di platino in Canada per la venditadi 200.000 copie. Nella quarta settimana, l'album scese alla numero otto. L'album trascorse anche due settimane alla numero uno della Québec Albums Chart.
In Francia, D'elles debuttò alla numero uno, vendendo 55.244 copie. Rimase nella prima posizione per la seconda settimana, vendendo 44.143 unità. Nella terza settimana, scese alla numero due con vendite di 18.040 unità. La settimana successiva, l'album scese alla numero quattro vendendo altre 17.800 copie e il 21 giugno 2007 fu certificato disco di platino per la vendita di 200.000 unità. Fino alla fine del 2007, l'album ha venduto 259.700 copie fisiche in Francia.
In Belgio Vallonia, D'elles ha venduto 15.000 copie il primo giorno, ottenendo immediatamente la certificazione di disco d'oro. L'album raggiunse la posizione numero uno e vi rimase per tre settimane consecutive. In Svizzera, l'album raggiunse il picco al numero tre e fi certificato disco d'oro. D'elles vendette mezzo milione di unità in tutto il mondo durante la prima settimana di vendita.

## Riconoscimenti
Nel luglio 2007, Céline Dion è candidata in tre categorie per i Chérie FM Award: Album dell'Anno, Canzone francese dell'Anno (Et s'il n'en restait qu'une (je serais celle-là)) e Artista femminile dell'Anno. Inoltre ricevette l'Honorary Award durante la cerimonia. Successivamente, nel dicembre 2007, fu anche nominata per il NRJ Music Award all'Artista femminile francofona dell'anno e vinse l'Honorary Award durante la cerimonia. Ai Juno Award del 2008, Céline ottenne sei nomination, incluse due esclusivamente per D'elles per Album dell'Anno e Album Francofono dell'Anno.

## Tracce

### D'elles
1. Et s'il n'en restait qu'une (je serais celle-là) – 3:32 (Françoise Dorin, David Gategno)
2. Immensité – 3:34 (Nina Bouraoui, Jacques Veneruso)
3. A cause – 3:14 (Dorin, Veneruso)
4. Je cherche l'ombre – 3:12 (Lise Payette, Veneruso)
5. Les paradis – 3:56 (Bouraoui, Gildas Arzel)
6. La diva – 4:23 (Denise Bombardier, Erick Benzi)
7. Femme comme chacune – 3:39 (Jovette Alice Bernier, Benzi)
8. Si j'étais quelqu'un – 3:57 (Nathalie Nechtschein, Benzi)
9. Je ne suis pas celle – 4:12 (Christine Orban, Gategno)
10. Le temps qui compte – 2:54 (Marie Laberge, Veneruso)
11. Lettre de George Sand à Alfred de Musset – 4:31 (George Sand, Benzi)
12. On s'est aimé à cause – 4:04 (Dorin, Marc Dupré, Jean-François Breau)
13. Berceuse – 2:39 (Janette Bertrand, Gategno)

### D'elles(Double Digipack)
Questa edizione include oltre al CD standard anche un DVD contenente uno speciale di circa 25 minuti, un libretto con delle foto di Céline Dion e un libretto con delle note della cantante associate ai testi delle canzoni.
1. Céline parle d'elle(s) – 23:50

## Classifiche

### Classifiche settimanali
| Classifica (2007) | Posizione |
| ----------------- | --------- |
| Belgio (Fiandre)  | 18        |
| Belgio (Vallonia) | 1         |
| Canada            | 1         |
| Europa            | 10        |
| Francia           | 1         |
| Germania          | 52        |
| Italia            | 35        |
| Paesi Bassi       | 52        |
| Polonia           | 26        |
| Svizzera          | 3         |
| Ungheria          | 64        |

### Classifiche di fine anno
| Classifica (2007) | Posizione |
| ----------------- | --------- |
| Belgio (Vallonia) | 11        |
| Francia           | 21        |
| Svizzera          | 46        |